# Gambrus bituminosus
Gambrus bituminosus är en stekelart som först beskrevs av Joseph Augustine Cushman 1924.  Gambrus bituminosus ingår i släktet Gambrus och familjen brokparasitsteklar. Inga underarter finns listade i Catalogue of Life.